# Егг-Гарбор Тауншип (Нью-Джерсі)
Егг-Гарбор Тауншип (англ. Egg Harbor Township) — селище (англ. township) в США, в окрузі Атлантик штату Нью-Джерсі. Населення — 47 842 особи (2020).

## Демографія
Згідно з переписом 2010 року, у селищі мешкали 43 323 особи в 15 250 домогосподарствах у складі 11 316 родин. Було 16347 помешкань
Расовий склад населення:
| - 69,8 % — білих - 11,8 % — азіатів - 9,6 % — чорних або афроамериканців - 0,4 % — корінних американців - 5,2 % — осіб інших рас |

До двох чи більше рас належало 3,3 %. Частка іспаномовних становила 13,0 % від усіх жителів.
За віковим діапазоном населення розподілялося таким чином: 26,2 % — особи молодші 18 років, 63,0 % — особи у віці 18—64 років, 10,8 % — особи у віці 65 років та старші. Медіана віку мешканця становила 39,2 року. На 100 осіб жіночої статі у селищі припадало 95,4 чоловіків;  на 100 жінок у віці від 18 років та старших — 92,1 чоловіків також старших 18 років.
Середній дохід на одне домашнє господарство  становив 87 604 долари США (медіана — 74 409), а середній дохід на одну сім'ю — 98 513 долари (медіана — 85 546). Медіана доходів становила 58 655 доларів для чоловіків та 44 579 доларів для жінок. За межею бідності перебувало 9,5 % осіб, у тому числі 13,5 % дітей у віці до 18 років та 5,6 % осіб у віці 65 років та старших.
Цивільне працевлаштоване населення становило 21 424 особи. Основні галузі зайнятості: освіта, охорона здоров'я та соціальна допомога — 25,1 %, мистецтво, розваги та відпочинок — 21,9 %, роздрібна торгівля — 11,7 %, науковці, спеціалісти, менеджери — 10,3 %.